# Светомир Настасијевић
Светомир Настасијевић (Горњи Милановац, 1. април 1902 — Београд, 17. август 1979) био је српски композитор, музички критичар, педагог и теоретичар, диригент, директор Београдске опере и дипломирани архитекта. Важи за једног од најплоднијих домаћих композитора. Поред тога, сарађивао је са бројним београдским листовима и часописима и писао есеје.

## Биографија
Рођен је у породици која је дала више уметника (његова браћа су сликар Живорад и књижевници Момчило и Славомир). Њихов отац, Никола Лазаревић, доселио се с мајком из Охрида у Брусницу као шестогодишњак. У знак захвалности према ујаку Настасу Ђорђевићу (градитељу горњомилановачке цркве Свете Тројице) код кога је изучио градитељски занат, одриче се мајчиног презимена и од ујаковог имена прави ново презиме – Настасијевић.
Завршио је архитектонски одсек Техничког факултета у Београду, али није познато да ли је радио као архитекта.
Спрему из свирања виолине, теорије музике и дириговања стекао је приватно у Београду.

## Композиторски рад
Надахнуће у композиторском раду Светомира Настасијевића потиче из народних мотива, предања и
историје. Његов опус се састоји од соло песама, композиција за соло инструменте, симфонија, опера, балета, кантата, хорских песама, свита за мешовити хор и песама за глас и клавир. Његова дела су извођена највише између Првог и Другог светског рата, као и 60-их и 70-их година прошлог века.
Познато је да је сарађивао са братом Момчилом и Славомиром. Заједно са Момчилом је компоновао велики број соло песама, кантату за глас „Речи у камену”, опере „Међулушко благо”, „Ђурађ Бранковић” и „Немирне душе”, као и балет „Живи огањ”. За компоновање опере „Први устанак” заслужан је брат Славомир према чијој истоименој драми је дело осмишљено.

### Списак дела

#### Симфоније
- „Виђење Косовке девојке”
- „Концерт за виолину и оркестар”
- „Концерт Пландовање за флауту и оркестар”
- „Концерт за две флауте и оркестар”
- „Концерт за кларинет и гудачки оркестар”
- „Концерт за харфу и гудачки оркестар”
- „Српска свита”
- „Седам народних игара”
- „Сабор”
- „Пролећна свита за гудачки оркестар”

#### Опере
- „Међулушко благо”
- „Срећан случај”
- „Ђурађ Бранковић”
- „Немирне душе”
- „Први устанак”
- „Зачарана воденица”
- „Антигона”

#### Балети
- „У долини Мораве”
- „Живи огањ”

#### Кантате
- „Слово љубве”
- „Речи у камену”
- „Омер и Мерима”
- „Додола”